# Al-Anam

Al-An'am zapisane w kaligrafii arabskiej

Al-Anam (arab. ‏ٱلأنعام‎, al-ʾanʿām, pol. Trzody) – szósta sura Koranu. Składa się ze 165 wersetów - ajatów. Jest to sura mekkańska i przyjmuje się, że została objawiona w całości w ostatnim roku okresu mekkańskiego. Jedna z najdłuższych sur Koranu.

## Pochodzenie nazwy sury
Nazwa sury jest zaczerpnięta z wersetów 136-139, w których są krytykowane przesądy politeistów dotyczące różnego rodzaju trzód i ich mięsa. Podobnie jak w przypadków nazw większości sur w Koranie nazwa Anam nie opisuje tematu całej sury. Jest swego rodzaju słowem-kluczem, którego zwyczajowo używano, aby odróżnić tę surę od innych.

## Główne postaci i motywy wymienione w surze[4]
- Allah
- Niewierzący
- Ludzie Księgi (Żydzi i Chrześcijanie)
- fałszywe bożki
- trzody
- Ibrahim (Abraham)
- Prorok Muhammad (Mahomet) - nie bezpośrednio z imienia
- Isaac (Izajasz)
- Jacob (Jakub)
- Nuh (Noe)
- Dałud (Dawid)
- Sulejman (Salomon)
- Job (Hiob)
- Yusuf (Józef)
- Musa (Mojżesz)
- Harun (Aaron)
- Zakarijja (Zachariasz)
- Yahya (Jan Chrzciciel)
- Isa (Jezus)
- Ilias (Eliasz)
- Lut (Lot)
- Dżiny
- Szatan
- Ludzie

## Niektóre tematy i wątki w surze[4]
- Apel do wyznawców judaizmu i chrześcijaństwa o uznanie Koranu i Mahometa jako Objawienia od Boga Jedynego - Allaha
- Wszechmoc Allaha
- Allah, a fałszywe bożki
- Allah zabiera dusze ludzi podczas snu
- historia Ibrahima (Abrahama)
- krytyka przesądów związanych z trzodami